# Karynus (cesarz)
Marek Aureliusz Karynus, Marcus Aurelius Carinus (ur. ok. 250, zm. 285 nad Morawą) – cesarz rzymski od 283 do lipca 285 roku, starszy syn cesarza Karusa.

## Życiorys
W lecie 282 został wraz z młodszym bratem Numerianem mianowany przez ojca cezarem oraz obdarzony honorowym tytułem princeps iuventutis. Wyruszając na wyprawę przeciw Persji, Karus powierzył mu rządy nad zachodnią częścią imperium (Galia, Italia, Iliria, Afryka). Wiosną, być może jeszcze przed śmiercią ojca latem 283 pod Ktezyfonem, przyjął tytuł augusta; miał sobie również przyswoić ojcowski tytuł Germanicus Maximus.
W lipcu tego roku Karynus (najpewniej w Ticinum) poślubił Magnię Urbikę, z którą miał przedwcześnie zmarłego syna Nigryniana, ostatniego ubóstwionego po śmierci członka rodziny cesarskiej.
Władca nie był popularny wśród poddanych z powodu skłonności do okrucieństwa i nadmiernego erotyzmu, otaczał się też ludźmi o miernych zdolnościach, którym powierzano odpowiedzialne stanowiska w państwie.
Sukcesy w ciągu swego panowania odnosił jednak na polu militarnym, m.in. w walkach z Germanami. W 285 z powodzeniem stłumił groźną rebelię uzurpatora Juliana. Początkowo skutecznie też przeciwstawiał się wojskom Dioklecjana, kolejnego pretendenta do władzy cesarskiej. Ostatecznie pokonany został przez jego wojska w bitwie nad rzeką Margus – starciu o niewiadomym wyniku, przed którego rozstrzygnięciem podwładni Karynusa zdradziecko zamordowali swego cesarza.
W historiografii Karynusa często uważa się za ostatniego władcę Rzymu z okresu pryncypatu, przed zapoczątkowanym przez Dioklecjana i tetrarchów dominatem. Jego dokonania z czasu panowania zostały znacząco przytłumione przez silniejsze postacie następnych władców, a także wskutek szczególnie krytycznej oceny autorów późniejszych źródeł historycznych;.